# Происхождение альтруизма и добродетели. От инстинктов к сотрудничеству
Происхождение альтруизма и добродетели. От инстинктов к сотрудничеству (англ. The Origins of Virtue) — научно-популярная книга британского журналиста и бизнесмена Мэтта Ридли, которая была признана классикой в своей области. В книге Ридли исследует вопросы, связанные с развитием человеческой морали. Книга, написанная с социобиологической точки зрения, исследует, как генетику можно использовать для объяснения определенных черт человеческого поведения, в частности морали и альтруизма .

## Содержание
Исходя из предпосылки, что общество на упрощенном уровне может быть представлено как вариант дилеммы заключённого, Ридли исследует, как могло возникнуть общество, в котором люди предпочитают сотрудничать, а не вести себя эгоистично.
Ридли изучает историю различных попыток объяснить тот факт, что люди в обществе не являются дефектными, рассматривая различные компьютерные модели, которые использовались для объяснения того, как могло возникнуть такое поведение. В частности, он рассматривает системы, основанные на идее «око за око», где члены группы сотрудничают только с теми, кто также сотрудничает с ними и исключают тех, кто этого не делает. Это позволяет развиваться альтруистическому поведению и приводит к тому, что оптимальным решением дилеммы становится не эгоизм, а сотрудничество. Он применяет это к людям и предполагает, что гены, которые генерируют альтруистическое поведение, вероятно, будут переданы потомкам, следовательно, приведут к тому поведению, которое мы наблюдаем сегодня.
Исходя из этого аргумента, Ридли утверждает, что общество лучше всего работает в группах примерно из 150 человек, что, по его мнению, является уровнем, на котором люди могут быть уверены в том, с какими членами сотрудничать, а какие исключить. Несмотря на то, что он избегает зарисовки каких-либо конкретных политических моментов, Ридли заканчивает свою книгу аргументацией в пользу того, что меньшее государство более альтруистично, чем большое.

## Издание в России
Книга была переведена на русский язык и вышла в свет в издательстве «Эксмо» в 2013 году. ISBN 978-5-699-63688-4